# Adam Young
Adam Randal Young er en amerikansk komponist, musiker, instrumentalist og musikproducer. Han er bedst kendt som skaberen af synthpopprojektet Owl City, med hvilket han fik sit gennembrud i 2009 med albummet 'Ocean Eyes'. Adam Young udgiver også musik under andre projektnavne, hvoraf de mest fremtrædende er 'Port Blue', 'Sky Sailing' og 'Color Therapy'.
Adam Young startede med, at producere musik i sine forældres kælder i 2007, i en periode hvor han led af søvnløshed. Alene udgav Adam Young sine første elektro, synthpopproduktioner under Owl City aliaset via MySpace og iTunes, hvor der blev solgt ca. 20.000 numre om ugen. Young fik hurtigt skabt sig en stor fanskare og udgav selv, uden kontrakt med noget pladeselskab, Ep'en 'Of June' og albummet 'Maybe I'm Dreaming'.
Selvom Adam Young ikke havde noget pladeselskab bag sig, formåede 'Of June' at nå en 15. plads på 'US Dance/Electronic Albums' listen i 2007. Ligeledes nåede albummet 'Maybe I'm Dreaming' en 13. plads i 2008.
Adam Young har i 2012 fem Ep + album udgivelser bag sig under sit Owl City alias – 'Of June' (2007), 'Maybe I'm Dreaming (2008), 'Ocean Eyes' (2009), 'All Things Bright & Beautiful' (2011), 'The Midsummer Station' (2012) og 'Mobile Orchestra' (2015).

## Port Blue
Port Blue er Adam Young's en-mands projekt, hvorigennem han udgiver ambient, instrumentale, post rock produktioner. Første album 'The Airship' blev udgivet i 2007. EP'en 'The Albatross Ep' i 2008.
Mange af Adam Young's mest populære Port Blue produktioner er dog stadig ikke udgivet. Herunder det tidlige album 'How I Became A Sailor', hvorpå man finder de populære numre 'Seagulls', 'Setting Sail', 'On Marlin Isle' og 'Asleep In The Yacht'. Endvidere albummet 'Arctic' fra 2006 med produktionerne 'Snow Fox On Glacier Coast', 'Glider' og 'Deep Iceberg'. Også Ep'en 'The Pacific' er stadig ikke officielt udgivet. 'The Pacific', der er produceret tilbage i 2004-2005 blev dog I starten af Marts 2013 lagt op på Port Blue's officielle soundcloud side - soundcloud.com/portbluemusic .
| Citat            | "..'I mit sind er 'Port Blue' det musik jeg forstiller mig spiller i elevatorer, hotel lobbyer, lufthavne, museer og restaurenter. Det er soundtracket til mine drømme. Hvis jeg skrev filmmusik, er disse produktioner, hvordan mine soundtracks ville lyde. Meget af æstetikken ved 'Port Blue' er ikke hvad der er lagt af overvejelser i pladen, men nærmere hvad lytteren får ud af pladen...drømmeverdener. Ingen vokaler. Efter min mening er der i dag en stor mangel på fantasifuld og utraditionel musik, og den smule der produceres er der ikke mange der sætter pris på. 'Port Blue' er mit forsøg på at genskabe den musik jeg ønsker at høre, samt de følelser jeg gerne vil føle. Jeg håber du nyder min kunst lige så meget som jeg har nydt at skabe den. hvis du føler, at du kan identificere dig med disse produktioner, så se dig som min ven, for du er derved kommet til at kende mig. Disse produktioner er mit hjerte og sjæl. De er den jeg er..." | Citat |
| Adam Young, 2006 | |       |

## Sky Sailing
Et projekt Adam Young startede længe før Owl City opstod. Sangene på debut albummet 'An Airplane Carried Me To Bed' er alle skrevet da han var i teenagealderen. Det er dog først i 2010, at han har fået mulighed for at udgive disse tidlige produktioner. Hvor Owl City produktionerne er elektronisk prægede, er disse sange primært baseret på akustisk guitar og klaver.

## Color Therapy
Forholdsvis nyt ambient instrumental / eksperimental projekt. Debut album 'Mr. Wolf Is Dead' udgivet den 24 Marts 2015. Materiale i samarbejde med kendte instrumental kunstnere som Ulrich Schnauss, Helios og The Album Leaf. Indeholder endvidere tidligere uudgivet Port Blue materiale. I 2012 lagde Adam Young 3 nye Port Blue numre op på sin officielle Tumblr side. Henholdsvis numrene 'Joe Cool', 'Heceta' og 'Red Snapper'. 'Heceta' og 'Red Snapper' findes på 'Mr. Wolf Is Dead' albummet under de officielle navne 'Yachats' og 'Half Castle'. Nummeret 'Screw Eyes' er ligeledes en af Adam Young's ældre instrumental produktioner.
 Der er for få eller ingen kildehenvisninger i denne artikel, hvilket er et problem. Du kan hjælpe ved at angive troværdige kilder til de påstande, som fremføres i artiklen.